# Karl Truchsess
Karl Truchsess (Graz, 11 de febrero de 1965) es un expiloto de motociclismo austríaco, que compitió en el Campeonato del Mundo de Motociclismo desde 1984 hasta 1990.

## Biografía
Ganador de la Copa Sachs en su debut en 1981 y 1982, campeón de Austria en categoría 500 cc en 1984 convirtiéndose en el campeón nacional austríaco más joven en la categoría de medio litro, Truchsess debuta en el Mundial disputando el Gran Premio de Austria de 1984 de 500cc. Al año siguiente, ficha por Honda y disputa en paralelo el Campeonato Europeo (en el que acaba octavo con un podio en Alemania), mientras que en mundial no conseguirá entrar en la zona de puntos en los seis Grandes Premios que disputa.
En 1986, ficha por el equipo de Dieter Braun, PVM Levior Team Levior, pero no consigue resultados destacados. En 1987 (todavía a mandos de Honda), tampoco logra resultados destacados en el Mundial aunque termina en la quinta posición del Campeonato Europeo de los 500 cc con un podio en Checoslovaquia. Repite la misma posición en el Europeo de 1988 con dos victorias en Alemania y Checoslovaquia y en el de 1989 con dos podios en Portugal y Yugoslavia. En 1990, disputaría su última temporada en el Mundial en 1990 que fue la más exitosa de su carrera con 12 puntos en la general destacando el octavo puesto en el Gran Premio de Yugoslavia. En esos años, también renovará su título nacional austríaco en cuatro ocasiones (1986, 1987, 1990 y 1991).
A partir de 1991 y hasta 1994, empieza sus actuaciones en el Campeonato del Mundo de Superbikes, aunque sin continuidad y sin actuaciones destacables. En esos años obtuvo otro tipos de victorias como el Campeonato Internacional Checo de Superbike en 1996, el Campeonato Superstock Austriaco en 1997 (con 10 victorias en 12 carreras) así como pruebas de resistencia en 2002 y 2005.

## Resultados

### Campeonato del Mundo de Motociclismo

#### Carreras por año
Sistema de puntos desde 1969 a 1987:
| Posición | 1.º | 2.º | 3.º | 4.º | 5.º | 6.º | 7.º | 8.º | 9.º | 10.º |
| Puntos   | 15  | 12  | 10  | 8   | 6   | 5   | 4   | 3   | 2   | 1    |

Sistema de puntos desde 1988 a 1992:
| Posición | 1.º | 2.º | 3.º | 4.º | 5.º | 6.º | 7.º | 8.º | 9.º | 10.º | 11.º | 12.º | 13.º | 14.º | 15.º |
| Puntos   | 20  | 17  | 15  | 13  | 11  | 10  | 9   | 8   | 7   | 6    | 5    | 4    | 3    | 2    | 1    |

(Carreras en negrita indica pole position, carreras en cursiva indica vuelta rápida)
| Año  | Clase | Moto   | 1     | 2      | 3        | 4       | 5      | 6       | 7       | 8       | 9       | 10      | 11      | 12      | 13      | 14      | 15    | Pts. | Pos. |
| ---- | ----- | ------ | ----- | ------ | -------- | ------- | ------ | ------- | ------- | ------- | ------- | ------- | ------- | ------- | ------- | ------- | ----- | ---- | ---- |
| 1984 | 500cc | Suzuki | RSA - | NAT -  | ESP -    | AUT Ret | GER -  | FRA -   | YUG 14  | NED -   | BEL -   | GBR -   | SWE -   | RSM Ret |         |         |       | 0    | -    |
| 1985 | 500cc | Honda  | RSA - | ESP -  | GER >Ret | NAT 21  | AUT 18 | YUG DNS | NED Ret | BEL -   | FRA -   | GBR 27  | SWE -   | RSM Ret |         |         |       | 0    | -    |
| 1986 | 500cc | Honda  | ESP - | NAT 15 | GER DNS  | AUT -   | YUG -  | NED Ret | BEL -   | FRA Ret | GBR -   | SWE -   | RSM 20  |         |         |         |       | 0    | -    |
| 1987 | 500cc | Honda  | JPN - | ESP -  | GER DNS  | NAT -   | AUT 16 | YUG -   | NED Ret | FRA -   | GBR -   | SWE -   | CZE Ret | RSM 20  | POR -   | BRA -   | ARG - | 0    | -    |
| 1988 | 500cc | Honda  | JPN - | USA -  | ESP -    | EXP -   | NAT -  | GER -   | AUT -   | NED Ret | BEL -   | YUG 18  | FRA -   | GBR -   | SWE -   | CZE 21  | BRA - | 0    | -    |
| 1989 | 500cc | Honda  | JPN - | AUS -  | USA -    | ESP -   | NAT -  | GER -   | AUT -   | YUG -   | NED Ret | BEL -   | FRA -   | GBR -   | SWE -   | CZE -   | BRA - | 0    | -    |
| 1990 | 500cc | Yamaha | JPN - | USA -  | ESP -    | NAT -   | GER -  | AUT 15  | YUG 8   | NED 15  | BEL 14  | FRA Ret | GBR -   | SWE -   | CZE DNS | HUN Ret | AUS - | 12   | 22.º |